# Autobahndreieck Bayreuth/Kulmbach
Das Autobahndreieck Bayreuth/Kulmbach (auch Dreieck Bayreuth/Kulmbach, Abkürzung: AD Bayreuth/Kulmbach) ist ein Autobahndreieck im Nordosten von Bayern im Regierungsbezirk Oberfranken. Hier endet die Bundesautobahn 70 (Schweinfurt – Bayreuth) an der Bundesautobahn 9 (Berlin – Leipzig – München). Am Autobahndreieck Bayreuth/Kulmbach wechselt die Europastraße 48 von der A 70 auf die A 9 Richtung Berlin und verläuft dort gemeinsam mit der aus Richtung München kommenden Europastraße 51.

## Geographie
Durch das Dreieck verläuft die Grenze zwischen der Gemeinde Harsdorf, die westlich des Bauwerkes liegt, und der Stadt Bad Berneck, die sich östlich davon befindet. Nahe gelegene Orte sind Nenntmannsreuth, Altenreuth und Zettmeisel. Es befindet sich etwa 10 km nördlich von Bayreuth, 40 km südwestlich von Hof und 55 km östlich von Bamberg.
Das Autobahndreieck Bayreuth/Kulmbach trägt auf der A 9 die Anschlussstellennummer 40a, auf der A 70 die Nummer 26.

## Bauform
Das Autobahndreieck ist heute als vollständiges Dreieck ausgebaut. Vor einem Umbau in den 1990er Jahren hatte es die linksgeführte Trompete als Bauform. Eine Besonderheit stellt die Verbindungsfahrbahn zwischen den halbdirekten Rampen Bamberg–Berlin und München–Bamberg dar. Sie wurde nötig, weil die Rampe München–Bamberg schon vor der Anschlussstelle Bindlacher Berg von der A 9 abzweigt und damit die Möglichkeit zur Weiterfahrt Richtung Berlin gewahrt werden musste. In dieser Hinsicht weist das Autobahndreieck Dresden-Nord eine ähnliche Bauform auf.
Das Dreieck bildet auf der A 9 eine Doppelanschlussstelle mit der Abfahrt Bindlacher Berg.
Um die Verbindungen zwischen den Autobahnabschnitten herzustellen, wurden vier Autobahnbrücken errichtet. Im Norden und Westen des Dreiecks überbrücken zwei Gemeindestraßen das Bauwerk.

## Geschichte
Mit dem Bau der Autobahn ab dem Dreieck wurde im November 1937 begonnen, die Arbeiten mussten im September 1939 wegen des Zweiten Weltkriegs jedoch eingestellt werden. Erst 1958 wurde die erste zweispurige Fahrbahn bis Unterbrücklein (Anschlussstelle Kulmbach/Neudrossenfeld) freigegeben. Die Freigabe der zweiten Richtungsfahrbahn erfolgte am 1. Oktober 1970.
Der heutige Name des Bauwerks leitet sich von den Städten Bayreuth und dem etwas entfernteren Kulmbach ab, die in der Nähe des Dreiecks liegen. Frühe Bezeichnungen für das Autobahndreieck waren Dreieck Kulmbach und Dreieck Nenntmannsreuth. Noch im September 1972 hieß das Bauwerk, den öffentlichen Richtlinien entsprechend, nach dem nächstgelegenen größeren Ort Autobahndreieck Bayreuth. Karl Herold, gebürtiger Kulmbacher und Parlamentarischer Staatssekretär beim Bundesminister für innerdeutsche Beziehungen, trat beim Bundesministerium für Verkehr vehement für die Umbenennung in Autobahndreieck Kulmbach ein. Die Stadt Bayreuth erhob vorsorglich Widerspruch gegen eine solche Maßnahme.

## Verkehrsaufkommen
Im Jahr 1978 wurden 7500 Kraftfahrzeuge am Dreieck registriert.
| Von                               | Nach                     | Durchschnittliche tägliche Verkehrsstärke | Durchschnittliche tägliche Verkehrsstärke | Durchschnittliche tägliche Verkehrsstärke | Anteil Schwerlastverkehr | Anteil Schwerlastverkehr | Anteil Schwerlastverkehr |
| Von                               | Nach                     | 2005                                      | 2010                                      | 2015                                      | 2005                     | 2010                     | 2015                     |
| --------------------------------- | ------------------------ | ----------------------------------------- | ----------------------------------------- | ----------------------------------------- | ------------------------ | ------------------------ | ------------------------ |
| AS Bad Berneck/Himmelkron (A 9)   | AD Bayreuth/Kulmbach     | 66.800                                    | 68.400                                    | 72.400                                    | 18,2 %                   | 17,6 %                   | 18,6 %                   |
| AD Bayreuth/Kulmbach              | AS Bindlacher Berg (A 9) | 58.700                                    | 63.000                                    | 67.600                                    | 16,0 %                   | 16,7 %                   | 17,2 %                   |
| AS Kulmbach/Neudrossenfeld (A 70) | AD Bayreuth/Kulmbach     | 22.000                                    | 21.600                                    | 23.600                                    | 15,9 %                   | 16,6 %                   | 18,1 %                   |